# Позняковська Наталя Миколаївна
Наталя Миколаївна Позняковська (30 листопада(12 грудня) 1889 , Київ — 9 січня 1981, Ленінград) — російська і радянська піаністка, музичний педагог.

## Біографія
Наталя Позняковська народилася 30  листопада (12 грудня) 1889 рок в Києві в родині колезького секретаря. Закінчила Міністерську гімназію і Музичне училище в Києві. У 1909—1913 роки навчалася грі на фортепіано в Санкт-Петербурзької консерваторії у А. Н. Есипової, закінчила консерваторію із золотою медаллю. На випускному іспиті виконувала концерт К. Сен-Санса для фортепіано з оркестром, за що стала лауреатом Премії імені А. Г. Рубінштейна і отримала приз — рояль Шредер. У 1914 році отримала 1-у премію на конкурсі для жінок-піаністок імені В. А. Еракової.
Наталя Позняковська багато років пропрацювала в Санкт-Петербурзькій (Ленінградській) консерваторії. Була ад'юнктом спеціального класу гри на фортепіано А. Н. Есипової (до 1913), викладачем (1913), старшим викладачем (1917), професором (1926—1944, 1964—1973), професором-консультантом (1973—1978), професором (1978—1981) класу фортепіано. У 1927—1929 роках була членом бюро при фортепіанному факультеті, в 1927—1937 роках — членом місткому. У 1942 році була виконуючою обов'язки декана факультету. У 1927—1941 роках працювала викладачем в класі фортепіано в Третьому державному музичному технікумі, з 1936 по 1937 рік завідувала там фортепіанним відділом.
Активно займалася концертною діяльністю. У 1913—1916 роках брала участь в програмах симфонічного оркестру під керуванням А. І. Зилот в Павловську. У 1920—1925 роках дала ряд сольних концертів в Малому залі Петроградської (Ленінградської) державної консерваторії. У 1924 році на прохання автора вперше виконала в Ленінграді 3-й фортепіанний концерт С. С. Прокоф'єва. Брала участь в камерних програмах Імператорського Російського музичного товариства. Виступала в сонатних вечорах спільно з віолончелістом В. В. Вольф-Ізраелем і в тріо (В. І. Шер — скрипка; Е. В. Вольф-Ізраель — віолончель). У 1950-х роках виступала в фортепіанному дуеті з І. М. Рензіним, в 1960-х роках — в дуеті зі скрипалькою Л. М. Никифоровою.
Під час Великої Вітчизняної війни перебувала в блокадному Ленінграді. У серпні 1942 року евакуювалася в Новосибірську область, де до 1944 року працювала культпрацівником при колгоспному клубі. З 1944 по 1963 була професором і завідувачем кафедри фортепіано в Уральській консерваторії, з 1945 по 1963 рік паралельно викладала фортепіано в Музичній школі-десятирічці при Уральській консерваторії.
Виступала в Свердловську і на Уралі з сольними концертами. Виконувала музику Д. Д. Шостаковича, С. С. Прокоф'єва, Н. Я. Мясковського. Виконувала фортепіанну партію в квінтетах М. І. Глінки та С. І. Танєєва, квартеті І. Брамса та інших. Зробила ряд записів концертів на радіо і на телебаченні. За твердженням «Музичної енциклопедії», для гри Позняківської характерні «свіжість трактувань, благородство виконавської манери, блискуча пальцева техніка».
Учнями Наталії Позняковської були Р. І. Грубер , М. П. Фролов, В. С. Кравець, К. Н. Ліберів, В. Д. Біберган, І. Е. Рогальов.

## Твори
- Про деякі виконавські та педагогічні принципи школи А. Н. Есиповой // Уральська консерваторія ім. М. П. Мусоргського. Науково-методичні записки. Вип. 1. Свердловськ, 1957. С. 79-88;
- Жива традиція: [розповідь про клас ім. А. Н. Есиповой] // Музичні кадри. 1966. № 5. С. 3.